# 韦利米尔·佩拉索维奇
韦利米尔·佩拉索维奇（1965年2月9日—），克罗地亚男子篮球运动员。他曾代表克罗地亚参加1992年和1996年夏季奥林匹克运动会篮球比赛，其中1992年奥运会获得一枚银牌。